# Schenkia rufibasalis
Schenkia rufibasalis là một loài tò vò trong họ Ichneumonidae.